# George Pigot, I barone Pigot
George Pigot, I barone Pigot (Inghilterra, 4 marzo 1719 – Inghilterra, 11 maggio 1777), è stato un imprenditore e politico britannico, presidente della Compagnia britannica delle Indie orientali.

## Biografia

### I primi anni ed il servizio a favore della Compagnia britannica delle Indie orientali
Pigot era il figlio primogenito di Richard Pigot, di Westminster, e di sua moglie Frances, figlia di Peter Goode, un ugonotto giunto in Inghilterra sul finire del XVII secolo. Frances era una delle guardarobiere della regina Carolina. Suoi fratelli erano l'ammiraglio Hugh Pigot (1722–1792) e sir Robert.

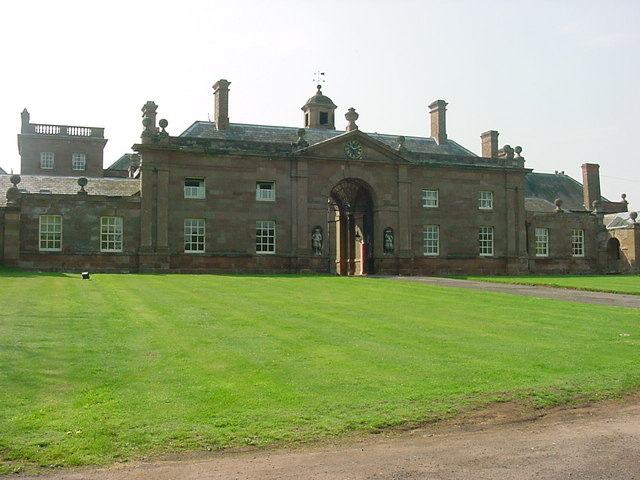
Veduta di Patshull Hall

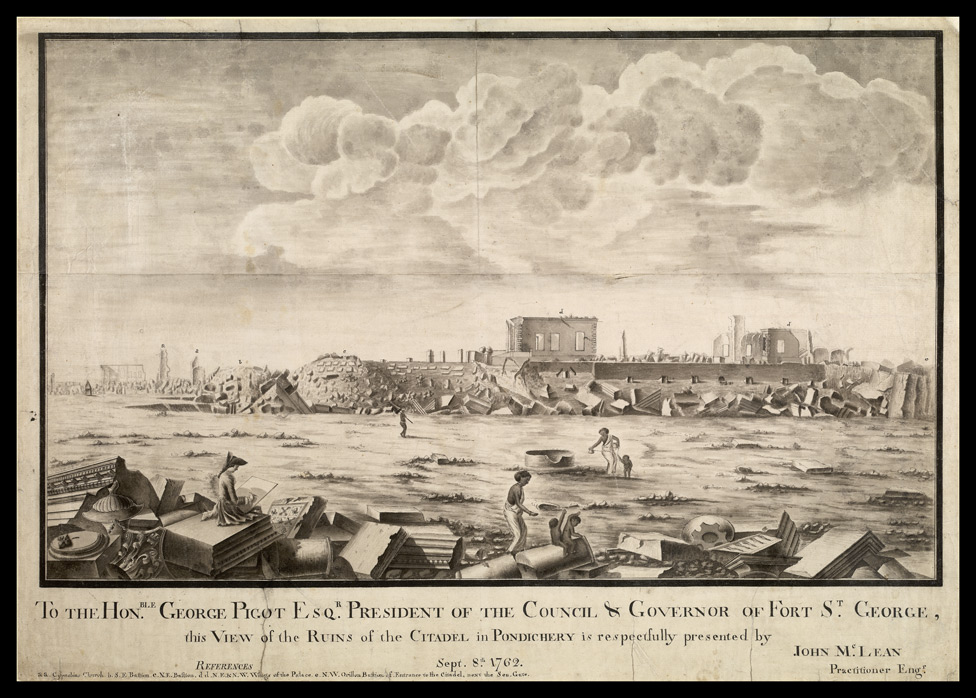
Pondicherry dopo l'assedio, con ben visibile la cittadella demolita.

George si pose al servizio della Compagnia britannica delle Indie orientali nel 1736 col ruolo di segretario, giungendo a Madras il 26 luglio 1737. Membro del consiglio di Fort St. David, Pigot venne inviato al seguito di Robert Clive a Trichinopoly con l'incarico di recuperare nuove reclute e provviste. Al ritorno dei due con una piccola scorta di sepoy, questi vennero attaccati da un gruppo ben maggiore di polýgar, e riuscirono per poco a fuggire. Pigot succedette a Thomas Saunders quale governatore e comandante in capo di Madras il 14 gennaio 1755. Condusse quindi la difesa della città quando questa venne assediata dai francesi guidati da Thomas-Arthur de Lally nell'inverno del 1758-1759. Alla conquista di Pondicherry da parte dell'allora tenente colonnello Eyre Coote (1726–1783) nel gennaio del 1761, Pigot chiese di poter ottenere tale area sotto il proprio controllo in quanto proprietà della Compagnia britannica delle Indie orientali. Coote, dopo essersi consultato coi suoi ufficiali, rifiutò la proposta ritenendo che tale conquista appartenesse di diritto alla Corona britannica. Pigot dichiarò quindi che non avrebbe concesso sostegni alle truppe britanniche contro i francesi. Coote a questo punto rinunci a Pondicherry che passò a Pigot, ma ne distrusse prima tutte le fortificazioni in ossequio alle istruzioni ricevute dalla madrepatria. Pigot si dimise il 14 novembre 1763 e tornò in Inghilterra. Venne creato baronetto il 5 dicembre 1764, titolo trasmissibile anche ai suoi fratelli ed ai loro eredi maschi. Dopo aver venduto l'abitazione di famiglia, Peplow Hall, nello Shropshire, acquist la più prestigiosa Patshull Hall, nello Staffordshire, nel 1765 per 100.000 sterline. Si buttò quindi in politica e rappresentò la costituente di Wallingford alla camera dei comuni inglese dal gennaio del 1765 al marzo del 1768, rappresentando quindi Bridgnorth sino alla propria morte. Il 18 gennaio 1766, venne creato barone Pigot, di Patshull, nella contea di Dublino, nella parìa d'Irlanda. Dal 1768 alla sua morte sedette nella camera dei comuni per la costituente di Bridgnorth. Ottenne anche una laurea honoris causa in legge dall'Università di Cambridge il 3 luglio 1769.

### Controversie e restaurazione
Nell'aprile del 1775, Pigot venne nominato governatore e comandante in capo di Madras al posto di Alexander Wynch. Riprese l'incarico di Fort St. George l'11 dicembre 1775, e ben presto si trovò in contrasto con alcuni membri del suo consiglio. A Tanjore emise un proclama datato 11 aprile 1776 che annunciava la restaurazione al trono del raja Thuljaji, i cui territori erano stati occupati da Muhammed Ali Khan Wallajah, nawab del Carnatic. Quando Pigot tornò a Madras le ostilità nei suoi confronti si erano accentuate. Paul Benfield e altri fecero presente al governatore non solo lo svantaggio economico che ne sarebbe derivato, ma anche l'invalidità di quanto compiuto con tale proclama. Il consiglio decise di agire per conto proprio, ma il governatore ribadì che senza la sua firma qualsiasi documento non sarebbe risultato valido. Pigot si spinse anche oltre, riuscendo a far sospendere i due membri sovversivi del suo consiglio. I due, tutt'altro che scoraggiati, il 23 agosto pubblicarono una lettera che denunciava la condotta di Pigot e dove si dichiaravano "gli unici rappresentanti legali dell'Onorevole Compagnia sotto quella presidenza". Di fronte a questi insulti, Pigot convocò un secondo consiglio nel quale vennero sospesi dal consiglio altri aderenti. Il giorno successivo Pigot venne arrestato per ordine del colonnello Stuart e trasportato a St. Thomas's Mount, a circa nove miglia da Madras. Gli ex membri del consiglio opposti a Pigot, presero da subito il potere e sospesero tutti i colleghi che si erano schierati a favore del governatore.
In Inghilterra, la notizia di questi fatti causò non poche discussioni pubbliche, ma il pensiero generale era che lord Pigot dovesse essere restaurato al suo incarico e che la condotta di quanti lo avevano fatto imprigionare andasse rivista. Il fatto venne discusso in parlamento il 31 marzo 1777 e passò con 382 voti a favore e 140 contro, sebbene molti avessero riconosciuto l'inappropriatezza delle decisioni prese dal governatore che, pur fatte con spirito di collaborazione coi principi locali, violavano ogni principio della compagnia. Si decise quindi di restaurare Pigot alla sua carica ma nel contempo di richiamarlo all'ordine per la sua condotta.

### La morte
Nel frattempo, Pigot era morto l'11 maggio 1777, mentre ancora si trovava prigioniero presso Fort St. George. Il 16 aprile 1779, l'ammiraglio Hugh Pigot portò le memorie del fratello alla camera dei comuni nel tentativo di far condannare coloro che appunto avevano proceduto al suo arresto. I responsabili vennero giudicati infine colpevoli il 10 febbraio 178' e condannati al pagamento di una multa di 1000 sterline ciascuno.

## Il diamante Pigot
Pigot fu proprietario di un celebrato diamante noto come diamante Pigot, che passò ai suoi nipoti e venne successivamente venduto, ma del quale attualmente si sono perse le tracce.